# Aklim
Aklim (en àrab أكليم, Aklīm; en amazic ⴰⴽⵍⵉⵎ) és un municipi de la província de Berkane, a la regió de L'Oriental, al Marroc. Segons el cens de 2014 tenia una població total de 9.695 persones.